# Harry Zimmerman
Harry Martin Zimmerman (ur. 28 września 1901, zm. 28 lipca 1995) – amerykański lekarz, neuropatolog, założyciel Albert Einstein College of Medicine.
Urodził się w Rosji, do Stanów Zjednoczonych emigrował razem z rodziną w 1909 roku. Ukończył Yale University Medical School w 1927, po czym został rezydentem patologii pod kierunkiem Miltona Winternitza. Dzięki uzyskanemu stypendium w 1929 wyjechał do Monachium uczyć się neuropatologii pod kierunkiem Walthera Spielmeyera. W 1944 w ramach służby wojskowej w Naval Medical Research Unit został wysłany na wyspę Guam. Badał tam endemicznie występującą odmianę stwardnienia zanikowego bocznego (stwardnienie zanikowe boczne zachodniego Pacyfiku) a także japońskie zapalenie mózgu. Po powrocie do Stanów w 1946 został dyrektorem laboratorium w Montefiore Hospital. W latach 50. odegrał istotną rolę w utworzeniu Albert Einstein College of Medicine.